# Harry Nakari
Harry Nakari (ur. 26 marca 1955) – fiński skoczek narciarski. Najlepsze wyniki w Pucharze Świata osiągnął w sezonie 1981/1982, kiedy zajął 63. miejsce w klasyfikacji generalnej.

## Puchar Świata

### Miejsca w klasyfikacji generalnej
| Sezon     | Miejsce |
| --------- | ------- |
| 1981/1982 | 63.     |

### Miejsca w poszczególnych konkursach indywidualnychPucharu Świata
| Źródło | Źródło     | Źródło                 | Źródło    | Źródło        | Źródło    | Źródło    | Źródło      | Źródło      | Źródło       | Źródło      | Źródło       | Źródło       | Źródło       | Źródło    | Źródło          | Źródło          | Źródło          | Źródło              | Źródło              | Źródło  | Źródło  | Źródło  | Źródło        | Źródło        | Źródło | Źródło | Źródło | Źródło | Źródło | Źródło | Źródło | Źródło | Źródło | Źródło | Źródło | Źródło | Źródło | Źródło | Źródło | Źródło | Źródło | Źródło | Źródło | Źródło | Źródło | Źródło | Źródło | Źródło | Źródło |
| --- | ---------- | ---------------------- | --------- | ------------- | --------- | --------- | ----------- | ----------- | ------------ | ----------- | ------------ | ------------ | ------------ | --------- | --------------- | --------------- | --------------- | ------------------- | ------------------- | ------- | ------- | ------- | ------------- | ------------- | ------ | ------ | ------ | ------ | ------ | ------ | ------ | ------ | ------ | ------ | ------ | ------ | ------ | ------ | ------ | ------ | ------ | ------ | ------ | ------ | ------ | ------ | ------ | ------ | ------ |
| Sezon 1979/1980                                                                                                   |            |                        |           |               |           |           |             |             |              |             |              |              |              |           |                 |                 |                 |                     |                     |         |         |         |               |               |        |        |        |        |        |        |        |        |        |        |        |        |        |        |        |        |        |        |        |        |        |        |        |        |        |
| Cortina d’Ampezzo                                                                                                 | Oberstdorf | Garmisch-Partenkirchen | Innsbruck | Bischofshofen | Sapporo   | Sapporo   | Thunder Bay | Thunder Bay | Zakopane     | Zakopane    | Saint-Nizier | Saint-Nizier | Sankt Moritz | Gstaad    | Vikersund       | Engelberg       | Lahti           | Lahti               | Falun               | Oslo    | Planica | Planica | Štrbské Pleso | Štrbské Pleso | punkty |        |        |        |        |        |        |        |        |        |        |        |        |        |        |        |        |        |        |        |        |        |        |        |        |
| - | -          | -                      | -         | -             | -         | -         | -           | -           | -            | -           | -            | -            | -            | -         | -               | -               | 18              | 50                  | -                   | -       | -       | -       | -             | -             | 0      |        |        |        |        |        |        |        |        |        |        |        |        |        |        |        |        |        |        |        |        |        |        |        |        |
| Sezon 1981/1982                                                                                                   |            |                        |           |               |           |           |             |             |              |             |              |              |              |           |                 |                 |                 |                     |                     |         |         |         |               |               |        |        |        |        |        |        |        |        |        |        |        |        |        |        |        |        |        |        |        |        |        |        |        |        |        |
| Cortina d’Ampezzo                                                                                                 | Oberstdorf | Garmisch-Partenkirchen | Innsbruck | Bischofshofen | Sapporo   | Sapporo   | Thunder Bay | Thunder Bay | Sankt Moritz | Engelberg   | Oslo         | Oslo         | Lahti        | Lahti     | Bad Mitterndorf | Bad Mitterndorf | Bad Mitterndorf | Szczyrbskie Jezioro | Szczyrbskie Jezioro | Planica | Planica | punkty  | punkty        | punkty        | punkty | punkty | punkty | punkty | punkty | punkty | punkty | punkty | punkty | punkty | punkty | punkty | punkty | punkty | punkty | punkty |        |        |        |        |        |        |        |        |        |
| - | -          | -                      | -         | -             | 30        | 14        | -           | -           | -            | -           | -            | -            | 19           | 18        | -               | -               | -               | -                   | -                   | -       | -       | 2       | 2             | 2             | 2      | 2      | 2      | 2      | 2      | 2      | 2      | 2      | 2      | 2      | 2      | 2      | 2      | 2      | 2      | 2      |        |        |        |        |        |        |        |        |        |
| Sezon 1982/1983                                                                                                   |            |                        |           |               |           |           |             |             |              |             |              |              |              |           |                 |                 |                 |                     |                     |         |         |         |               |               |        |        |        |        |        |        |        |        |        |        |        |        |        |        |        |        |        |        |        |        |        |        |        |        |        |
| Cortina d’Ampezzo                                                                                                 | Oberstdorf | Garmisch-Partenkirchen | Innsbruck | Bischofshofen | Harrachov | Harrachov | Lake Placid | Lake Placid | Thunder Bay  | Thunder Bay | Sankt Moritz | Gstaad       | Engelberg    | Vikersund | Vikersund       | Vikersund       | Falun           | Falun               | Lahti               | Lahti   | Bærum   | Oslo    | Planica       | Planica       | punkty |        |        |        |        |        |        |        |        |        |        |        |        |        |        |        |        |        |        |        |        |        |        |        |        |
| - | -          | -                      | -         | -             | -         | -         | -           | -           | -            | -           | -            | -            | -            | -         | -               | -               | -               | -                   | 66                  | 23      | -       | -       | -             | -             | 0      |        |        |        |        |        |        |        |        |        |        |        |        |        |        |        |        |        |        |        |        |        |        |        |        |
| Legenda |            |                        |           |               |           |           |             |             |              |             |              |              |              |           |                 |                 |                 |                     |                     |         |         |         |               |               |        |        |        |        |        |        |        |        |        |        |        |        |        |        |        |        |        |        |        |        |        |        |        |        |        |
| 1 2 3 4-10 11-15 poniżej 15 dq – dyskwalifikacja q – zawodnik nie zakwalifikował się - – zawodnik nie wystartował |            |                        |           |               |           |           |             |             |              |             |              |              |              |           |                 |                 |                 |                     |                     |         |         |         |               |               |        |        |        |        |        |        |        |        |        |        |        |        |        |        |        |        |        |        |        |        |        |        |        |        |        |